# Helgi Daníelsson
Helgi (Havi) Valur Daníelsson, född 13 juli 1981 i Uppsala, är en isländsk före detta fotbollsspelare.

## Klubbkarriär
Daníelssons moderklubb är Fylkir. Han lämnade 1998 sin moderklubb för engelska Peterborough United, där han spelade fram till 2003 förutom en utlåning tillbaka till Fylkir under säsongen 2000. I maj 2003 återvände han hem till Fylkir som spelade i Úrvalsdeild, den isländska högstaligan.
Inför säsongen 2006 värvades han från Fylkir till småländska Öster. Han blev i december 2007 såld till IF Elfsborg där han omedelbart blev en centralfigur på innermittfältet.
I januari 2010 såldes Daníelsson till tyska Hansa Rostock. Efter endast ett halvår i Hansa Rostock så blev han den 28 juni 2010 klar för AIK. Han kom gratis till klubben via fri transfer och skrev på ett 3½-årskontrakt. Han spelade sin första match för AIK den 5 juli 2010 borta mot Ängelholms IF i Svenska cupen, som slutade med en 2–1-vinst efter förlängning. Han gjorde sitt första mål för AIK den 23 oktober 2011 i en bortamatch mot Helsingborgs IF i Allsvenskan som slutade 1–1. Daníelsson nickade in 1–0, framspelad av Lalawélé Atakora, i den tredje minuten.
I början av juli såldes Daníelsson till den portugisiska klubben Belenenses. Den 28 augusti 2014 såldes han till AGF.

## Landslagskarriär
Han har spelat 17 stycken U21-landskamper, 6 stycken U18-landskamper och 15 stycken U16-landskamper för Islands ungdomslandslag. Han har även spelat 30 matcher för Islands A-landslag. Han debuterade som 19-åring för A-landslaget i en match mot Indien på bortaplan.